# Иванов, Юрий Михайлович (прыгун с трамплина)
Юрий Михайлович Ивано́в (род. 1952) — мастер спорта СССР международного класса по прыжкам на лыжах с трамплина (1973), обладатель кубка СССР (1977), чемпион Спартакиады РСФСР (1980), участник XIII зимних Олимпийских игр (1980).

## Биография
Начал заниматься лыжами в Сортавальской спортивной школе (тренеры А. Г. Зуев, А. А. Федотов).
В 1974 году окончил факультет физического воспитания Карельского педагогического института, затем аспирантуру Ленинградского института физкультуры. Кандидат педагогических наук.
Победитель этапа «Турне четырёх трамплинов» (1978, Оберстдорф), последний в истории СССР и России. Тренер сборной СССР по прыжкам на лыжах с трамплина на XV и XVI зимних Олимпийских играх.
Личный рекорд — 153 метра.